# Chłusawa (sielsowiet Zadrouje)
Chłusawa (biał. Хлусава; ros. Хлусово, Chłusowo) – wieś na Białorusi, w obwodzie witebskim, w rejonie orszańskim, w sielsowiecie Zadrouje.